# Claus Harmsen

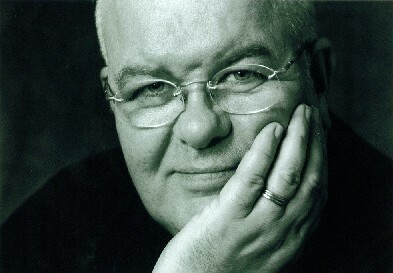
Claus Harmsen

Claus Harmsen (* 31. Oktober 1947 in Hamburg; † 8. Januar 2024 in Eham (Freilassing)) ist ein deutscher Rechtsanwalt, Journalist, ehemaliger Präsident des Deutschen Schwerhörigenbundes, des Weltverbandes der Schwerhörigen (IFHOH), sowie ehemaliger Geschäftsführer und Kuratoriumsvorsitzender der internationalen rechtswissenschaftlichen Wengler-Stiftung in Berlin. Vom 16. November 2011 an war Harmsen Bürgermeister der Gemeinde Erkerode im Landkreis Wolfenbüttel, Ratsmitglied der Samtgemeinde Sickte sowie Abgeordneter im Kreistag des Landkreises Wolfenbüttel. Von seinen politischen Ämtern trat er im Januar 2013 aus privaten Gründen zurück. Außerdem war er Mitinhaber des Verlags Édition Harmsen. 

## Leben
Nach dem Abitur folgte eine Ausbildung in der Personalverwaltung der Karstadt AG und anschließende Tätigkeit in deren Hauptverwaltung in Essen und Hamburg. Er studierte an der Universität Hamburg Jura und Psychologie. 1978 war er für ein Semester Gastdozent an der Monash University in Clayton, Australien. Von 1979 bis Anfang 1982 absolvierte er die Referendarzeit am Oberlandesgericht Hamburg. 1981 promovierte er an der Freien Universität Berlin zum Thema „Arbeitgeberverpflichtungen im Schwerbehindertengesetz“. In seiner Promotion belegte er in der Debatte um die sogenannte Ausgleichsabgabe zum Schwerbehindertengesetz erstmals, dass viele Arbeitgeber lieber die Ausgleichsabgabe zahlen statt Behinderte einzustellen. 
Seit Februar 1982 ist Claus Harmsen als Rechtsanwalt zugelassen. Nach einer Anwaltstätigkeit für den Karstadt-Konzern Essen ging er 1984 in die Schroedel Schulbuchgruppe Hannover, wo er bis Ende 1990 als Personalchef und Justitiar tätig war. Anschließend wechselte er nach Heidelberg zur Fachverlagsgruppe Hüthig, wo er ebenfalls als Justitiar tätig war und zusätzlich die Lektoratsleitung Politik übernahm. Von 1993 bis 1999 war Claus Harmsen für den Wissenschaftsverlag Springer tätig, als Justitiar für die gesamte Verlagsgruppe und als Personalchef für die Berliner Betriebe. Mit einer konzerneigenen Personalberatungsunternehmen machte er sich Anfang 1999 selbständig und arbeitet seitdem freiberuflich. 
Von 2000 bis 2002 leitete er zusätzlich die Berliner Repräsentanz des Bundesanzeiger Verlages Köln/Bonn. Er war damit indirekt dem Justizministerium unterstellt. Im Dezember 2002 erregte er bundesweites Aufsehen, als er nach 25-jähriger Mitgliedschaft aus der SPD austrat und dies in einem Offenen Brief damit begründete, dass die (damals von der SPD geführte) Bundesregierung dem Zentralrat der Juden drei Millionen Euro für die Förderung des Judentums zur Verfügung stellte. Er wurde nach diesem Vorgang fristlos entlassen.
Claus Harmsen ist als freier Journalist beim Deutschen Bundestag akkreditiert, Mitglied im Deutschen Journalisten-Verband und im Märkischen Presse- und Wirtschaftsclub. Darüber hinaus war er für den Bereich Public Affairs bei der Berliner Kommunikationsagentur Zühlke, Scholz & Partner tätig, die er auch im Bereich healthcare beriet.
Claus Harmsen war Geschäftsführer und Kuratoriumsvorsitzender der internationalen rechtswissenschaftlichen Wengler-Stiftung in Berlin und Verwaltungsratsmitglied der Ausgleichsvereinigung Verlage beim Börsenverein des Deutschen Buchhandels in Frankfurt. Im sozialen Bereich engagierte sich Claus Harmsen als selbst Betroffener für die Belange hörgeschädigter Menschen. Von 1987 bis 1995 war er Präsident des Deutschen Schwerhörigenbundes und fast 16 Jahre im Vorstand des Internationalen Schwerhörigenverbandes. Bis 2006 war er Kuratoriumsmitglied der Margarethe-von-Witzleben-Stiftung Berlin. Während seiner Präsidentenzeit für den Deutschen Schwerhörigenbundes wurde Harmsen bundesweit durch markante Presseaktionen bekannt. So kreierte er 1988 das Blechohr des Jahres, mit dem der ehemalige Bundesarbeitsminister Norbert Blüm und der Fernsehmoderator Thomas Gottschalk „ausgezeichnet“ wurden. Im gleichen Jahr initiierte er in Hannover die Aktion „hörgeschädigtengerechtes Einkaufen“ in der Lister Meile, an der sich weit über 80 Unternehmen beteiligten. 
1998 gründete er in Paris die Photoagentur Stones & art, deren Markenname beim Deutschen Patent- und Markenamt eingetragen ist, ebenso im Frühjahr 2007 als Gründungspräsident den Förderverein stones & art für Grab- und Erinnerungskultur e. V.mit Sitz in Erkerode. Im Oktober 2008 trat Claus Harmsen wieder als Mitglied in die SPD ein und wurde bereits nach kurzer Zeit Vorsitzender des SPD-Ortsvereins Erkerode/Lucklum und anschließend des fusionierten neuen Ortsvereins Erkerode/Veltheim. Bei den Kommunalwahlen in Niedersachsen am 11. September 2011 verzeichnete die Gemeinde Erkerode/Lucklum die höchste Wahlbeteiligung in ganz Niedersachsen. Die SPD erreichte die absolute Mehrheit. Claus Harmsen wurde zum Bürgermeister von Erkerode/Lucklum gewählt, wurde Mitglied des Samtgemeinderates Samtgemeinde Sickte sowie Abgeordneter der SPD-Fraktion im Kreistag Wolfenbüttel. Im Januar 2013 ist er von allen Ämtern, auf eigenen Wunsch, aus gesundheitlichen und persönlichen Gründen ausgeschieden.

## Medienpräsenz
Harmsen veröffentlichte Bücher und Fachartikel vorwiegend zu Fragen der Bewerbungsthematik. Er trat in Fernseh-Talkshows und Radiosendungen zu unterschiedlichen Themen auf und war etwa drei Jahre (bis 2000) unregelmäßig Bewerbungs- und Arbeitsrechtsexperte im Sat.1-Frühstücksfernsehen. Für das Magazin hörakustik interviewte Claus Harmsen den sich zu seiner Hörschädigung bekennenden Rudi Carrell sowie Bundesgesundheitsministerin Ulla Schmidt, Udo Jürgens, Peter Maffay und andere. 

## Veröffentlichungen
- Arbeitgeberverpflichtungen im Schwerbehindertengesetz. Athenäum, Königstein 1982, ISBN 3-7610-6355-5.
- Der Schwerbehinderte und seine Rechte. Heidelberger Wegweiser. Decker & Müller, Heidelberg 1988, ISBN 3-8226-2488-8.
- Bewerbungen. 5. Auflage. Heidelberger Wegweiser. Hüthig, Heidelberg 1995, ISBN 3-7785-2349-X.
- Mein Verein und ich. 3. Auflage. Heidelberger Wegweiser. Hüthig, Heidelberg 1995, ISBN 3-7785-2351-1.
- Kursbuch Bewerbung. Falken, Niedernhausen/Taunus 1995, ISBN 3-8068-4824-6.
- Peter Plath (Hrsg.) unter Mitarbeit von Herbert Bonsel, Claus Harmsen, Werner Salz: Lexikon der Hörschäden. 2. Auflage. G. Fischer, Stuttgart 1995, ISBN 3-437-00812-9.
- Das Schweizer Bewerbungsbuch. Falken, Niedernhausen/Taunus 1996, ISBN 3-8068-4891-2.
- Kleiner Bewerbungsratgeber. Falken, Niedernhausen/Taunus 1998, ISBN 3-635-60406-2.
- Bewerbung 2000. Strategien für den Arbeitsmarkt der Zukunft. Neuausgabe von Kursbuch Bewerbung. Falken, Niedernhausen/Taunus 1999, ISBN 3-635-60286-8.
- Handbuch Bewerbung. Bassermann, München 2003, ISBN 3-8094-1525-1.